# Borowna
Borowna – wieś w Polsce, położona w województwie dolnośląskim, w powiecie górowskim, w gminie Wąsosz.
Wchodzi w skład sołectwa Świniary.
Do 2023 r. miejscowość była przysiółkiem wsi Świniary.
W latach 1975–1998 Borowna należała administracyjnie do województwa leszczyńskiego.